# Azotobacter chroococcum
Azotobacter chroococcum — вільноживуча облігатно аеробна ґрунтова бактерія, типовий вид роду Azotobacter. Види роду Azotobacter звичайні в ґрунтах по всьому світу, що особливо вірно для Azotobacter chroococcum, найпоширенішого виду бактерій в ізолятах з ґрунту. Вперше вид був описаний Мартінусом Бейєрінком, який продемонстрував його здатність фіксувати азот, через яку дослідження виду продовжуються і зараз. Особливо великий інтерес підтримується до цієї бактерії через можливість її використання для збільшення врожайності багатьох сільськогосподарських культур.